# Basse-Goulaine
Basse-Goulaine är en kommun i departementet Loire-Atlantique i regionen Pays de la Loire i nordvästra Frankrike. Kommunen ligger i kantonen Vertou-Vignoble som tillhör arrondissementet Nantes. År 2022 hade Basse-Goulaine 9 617 invånare.

## Befolkningsutveckling
Antalet invånare i kommunen Basse-Goulaine
| Referens: INSEE |